# Adieu les cons
Adieu les cons (bra: Adeus, Idiotas) é um filme de  2020 escrito e dirigido por Albert Dupontel. Ganhou sete das doze indicações ao Prêmio César 2021. No Brasil, foi lançado nos cinemas pela Polifilmes e a Mares Filmes em 24 de fevereiro de 2022. Antes do lançamento, foi apresentado no Festival Varilux de Cinema Francês 2021, com a identidade visual do festival sendo inspirado no filme.

## Sinopse
Depois que a proprietária do salão, Suze Trappet, é diagnosticada com uma doença terminal, ela decide encontrar a criança que foi forçada a abandonar quando tinha 15 anos. Sua jornada a fará cruzar com JB, que tem cinquenta e poucos anos e está totalmente esgotado, e o Sr. Blin, um arquivista cego de um entusiasmo impressionante.

## Elenco
- Virginie Efira - Suze Trappet
- Albert Dupontel - Jean-Baptiste Cuchas
- Nicolas Marié - Serge Blin
- Jackie Berroyer - Dr. Lint
- Philippe Uchan - M. Kurtzman
- Bastien Ughetto - Adrien
- Marilou Aussilloux - Clara
- Michel Vuillermoz - psiquiatra
- Laurent Stocker - M. Tuttle
- Kyan Khojandi - médico do Dr. Lint
- Bouli Lanners - médico de Suze
- Terry Gilliam - o caçador

## Recepção
Na França, o filme tem uma nota média da imprensa de 3,7/5 no AlloCiné. No site agregador de críticas Rotten Tomatoes, 59% das 17 resenhas dos críticos são positivas, com uma classificação média de 4,9/10.
Na Variety, Mark Keiser disse que "se você está se perguntando como o iconoclasta Dupontel incorporaria [seus personagens] em uma comédia, drama, sátira ou farsa, aí está a questão: Bye Bye Morons tenta ser todos os quatro gêneros ao mesmo tempo, muitas vezes em seu detrimento. Em sua crítica para o The Guardian, Wendy Ide disse que "é amável o suficiente, mas esta ampla comédia francesa não é distinta o suficiente para a multidão de arte, e muito gaulesa para o mainstream.
No Scotsman, Alistair Harkness disse que é "uma espécie de comédia de humor negro que também funciona como uma ampla sátira sobre a burocracia na era digital."